# 核苷酸多樣性
核苷酸多樣性（nucleotide diversity）是分子遺傳學（分子生物學）中的一個概念。該概念用於表徵某一種群中多態性的強弱。
根井正利和李文雄在1979年引入了一種計算核苷酸多樣性的方法：在從某一種群中取得的多個樣品DNA上隨機取一段序列，將在這些序列上的同一位點鹼基的不同取平均值，即可得核苷酸多樣性的值。他們將這個值記爲「π」。
這種方法用數學公式表示如下：
{\displaystyle \pi =\sum _{ij}x_{i}x_{j}\pi _{ij}=2*\sum _{i=1}^{n}\sum _{j=1}^{i-1}x_{i}x_{j}\pi _{ij}}
xi 、xj分別代表第i個和第j個序列的對應頻率。πij則爲兩個序列之間不同位點所佔百分比。n則爲總樣本數。
核苷酸多樣性是遺傳變異（genetic variation）的一個量化值。核苷酸多樣性通常與其他衡量種群多樣性的數值有聯繫，同時也和期望雜合度（expected heterozygosity）有聯繫。核苷酸多樣性通常用於衡量種群內或種群間的多樣性，或作物與相關物種間的遺傳變異。另外，核苷酸多樣性還可以用於推算進化關係。
可通過直接比對DNA序列來算出核苷酸多樣性，亦可使用用分子標記得出的數據（比如使用隨機擴增多態性DNA（RAPD）技術或擴增片段長度多態性PCR（AFLP-PCR）得出的數據）推算出。

## 外部連結
- 一個計算核苷酸多樣性的教程 （页面存档备份，存于）